# Baloldal az Európai Parlamentben – GUE/NGL
A Baloldal az Európai Parlamentben – GUE/NGL egy európai baloldali, demokratikus szocialista, kommunista pártokat tömörítő szövetség és frakció az Európai Parlamentben, amit 1995-ben hoztak létre.
2021 januárja előtt Egységes Európai Baloldal/Északi Zöld Baloldal (Franciául: Gauche unitaire européenne/Gauche verte nordique, GUE/NGL) volt a képviselőcsoport hivatalos megnevezése.

## Története
Az Európai Unió 1995-ben hozta létre a frakciót, hogy az akkor csatlakozó skandináv országok (Svédország, Finnország) baloldali pártjait tömörítő Északi Zöld Baloldalnak legyen képviselőcsoportja az Európai Parlamentben. The NGL suffix was added to the name of the expanded group at the insistence of Swedish and Finnish MEPs. A frakció tagjai voltak a kezdetekben a svéd Baloldali Párt, a dán Szocialista Néppárt, a spanyol Egyesült Baloldal (beleértve a Spanyol Kommunista Pártot), a görög Szinaszpízmosz emellett Görögország Kommunista Pártja, a Francia Kommunista Párt, a Portugál Kommunista Párt és az olasz Kommunista Újraalapítás Pártja.
1999-ben teljes jogú tag lett a német Demokratikus Szocializmus Pártja (PDS) és a görög Demokratikus Szocialista Mozgalom (DIKKI). Öt megválasztott képviselőjével társult taggá vált a francia Trockista Szövetség (Munkásharc+Forradalmi Kommunista Liga).
2002-ben a francia Polgári és Republikánus Mozgalom négy képviselője a frakcióhoz csatlakozott. 2004-ben A francia Trockista Szövetség és a görög Demokratikus Szocialista Mozgalom egyik jelöltjét sem választották meg képviselőnek. Tag lett a portugál Baloldali Blokk, az ír Sinn Féin, a ciprusi Progresszív Munkáspárt és a cseh Csehország és Morvaország Kommunista Pártja.
2009-ben nem került be képviselő az olasz Kommunista Újraalapítás Pártjából és a finn Baloldali Szövetségből. Csatlakoztak a frakcióhoz az Ír Szocialista Párt, a Lett Szocialista Párt és a francia Baloldali Párt képviselői.
2014-ben nem választottak képviselőt az Ír és a Lett Szocialista Pártból. A spanyol Podemos, a Baszkföldi Egységpárt (EH Bildu) és a holland Párt az Állatokért csatlakozott a frakcióhoz, miközben az olasz Kommunista Újraalapítás Pártja és a finn Baloldali Szövetség ismét bekerültek a parlamentbe és csatlakoztak a frakcióhoz. Az alapítótag Görögország Kommunista Pártja pedig úgy döntött, hogy kilép és függetlenként lesz jelen a továbbiakban.
2019-ben nem került be a Francia Kommunista Párt, a dán EU ellenes Népi Mozgalom, a holland Szocialista Párt, valamint a két olasz párt: Olasz Baloldal és a Kommunista Újraalapítás Pártja. A francia Engedetlen Franciaország, a belga Munkáspárt, a német Állatjólét Párt, az ír Függetlenek a változásért és a dán Vörös–Zöld Szövetség képviselői viszont csatlakoztak a csoporthoz.
2024-ben a spanyol Egyesült Baloldal egyik jelöltjét sem választották meg képviselőnek. Ismét bekerült az Olasz Baloldal a parlamentbe és a szintén olasz 5 Csillag Mozgalom is csatlakozott a frakcióhoz.

## Elnökök
| Elnök              | Elnök | Hivatalba lépés | Hivatal vége | Ország        | Párt                     |
| ------------------ | ----- | --------------- | ------------ | ------------- | ------------------------ |
| Alonso Puerta      |       | 1995            | 1999         | Spanyolország | Egyesült Baloldal        |
| Francis Wurtz      |       | 1999            | 2009         | Franciaország | Kommunista Párt          |
| Lothar Bisky       |       | 2009            | 2012         | Németország   | Baloldali Párt           |
| Gabriele Zimmer    |       | 2012            | 2019         | Németország   | Baloldali Párt           |
| Manon Aubry*       |       | 2019            |              | Franciaország | Engedetlen Franciaország |
| Martin Schirdewan* |       | 2019            |              | Németország   | Baloldali Párt           |

- 2019-től a baloldali frakcióban társelnökök töltik be a posztot.

## Álláspontjuk
Az 1994-ben létrehozott nyilatkozatuk szerint a frakció ellenzi az Európai Unió politikai struktúráját, de támogatják az integrációt. A frakció három célt határozott az Európai Unió megreformálására: intézmények teljes átalakítása, hogy "teljesen demokratikus" legyen és hogy szakítsanak a "neoliberális monetáris politikával", kiállnak a közös fejlesztési politika és az egyenlő együttműködés mellett. A szervezet feloszlatná a NATO-t és helyette az EBESZ-t erősítené meg.

### Párttagság
Az EP-képviselők lehetnek rendes vagy társult tagok.
- A teljes jogú tagoknak el kell fogadniuk a csoport alapszabályi nyilatkozatát.
- A társult tagoknak ezt nem kell teljes mértékben megtenniük, de a teljes jogú tagokkal együtt ülhetnek.

A nemzeti pártok teljes jogú vagy társult tagok lehetnek.
- A teljes jogú tag pártoknak el kell fogadniuk a csoport alkotmányos nyilatkozatát.
- Társult tagpártok lehetnek olyan pártok, amelyeknek nincs képviselőjük (pl. francia trockista pártok, amelyeket nem választottak meg a 2004-es európai parlamenti választásokon), olyan államokból származnak, amelyek nem részei az Európai Uniónak, vagy nem kívánnak teljes jogú tagok lenni.

## Tagok

### 10. Európai Parlament (2024–2029)

A Baloldalnak 14 tagállamból vannak képviselői. A sötétvörös a több EP-képviselőt küldő tagállamokat, a világospiros pedig az egyetlen EP-képviselőt küldő tagállamokat jelöli.

| Ország        | Párt                                        | Európai Párt         | Képviselők száma |
| ------------- | ------------------------------------------- | -------------------- | ---------------- |
| Belgium       | Belga Munkáspárt                            | Nincs                | 2 / 22           |
| Ciprus        | Progresszív Munkáspárt                      | PEL (megfigyelő)     | 1 / 6            |
| Csehország    | Csehország és Morvaország Kommunista Pártja | PEL (megfigyelő)     | 1 / 21           |
| Dánia         | Vörös–Zöld Szövetség                        | PEL/NTP              | 1 / 15           |
| Finnország    | Finn Baloldali Szövetség                    | NTP                  | 3 / 15           |
| Franciaország | Engedetlen Franciaország                    | NTP/PEL (megfigyelő) | 9 / 81           |
| Görögország   | Sziriza                                     | PEL                  | 4 / 21           |
| Hollandia     | Párt az Állatokért                          | Állatpolitika EU     | 1 / 31           |
| Írország      | Sinn Féin                                   | Nincs                | 2 / 14           |
| Írország      | Luke Flanagan                               | Független            | 1 / 14           |
| Németország   | Baloldali Párt                              | PEL/NTP              | 3 / 96           |
| Németország   | Német Állatjólét Párt                       | Állatpolitika EU     | 1 / 96           |
| Olaszország   | 5 Csillag Mozgalom                          | Nincs                | 8 / 76           |
| Olaszország   | Olasz Baloldal                              | NTP/PEL (megfigyelő) | 2 / 76           |
| Portugália    | Baloldali Blokk                             | NTP                  | 1 / 21           |
| Portugália    | Portugál Kommunista Párt                    | Nincs                | 1 / 21           |
| Spanyolország | Podemos                                     | NTP                  | 2 / 61           |
| Spanyolország | Sumar                                       | Nincs                | 1 / 61           |
| Spanyolország | Baszkföldi Egységpárt                       | PEL (megfigyelő)     | 1 / 61           |
| Svédország    | Baloldali Párt                              | NTP                  | 2 / 21           |
| Európai Unió  | Összesen                                    | Összesen             | 47 / 720         |

### 9. Európai Parlament (2019–2024)
| Ország        | Párt                                        | Európai Párt     | Képviselők száma |
| ------------- | ------------------------------------------- | ---------------- | ---------------- |
| Belgium       | Belga Munkáspárt                            | Nincs            | 1 / 21           |
| Ciprus        | Progresszív Munkáspárt                      | PEL (megfigyelő) | 2 / 6            |
| Csehország    | Csehország és Morvaország Kommunista Pártja | PEL (megfigyelő) | 1 / 21           |
| Dánia         | Vörös–Zöld Szövetség                        | PEL              | 1 / 14           |
| Finnország    | Finn Baloldali Szövetség                    | PEL (megfigyelő) | 1 / 14           |
| Franciaország | Engedetlen Franciaország                    | PEL (megfigyelő) | 5 / 79           |
| Franciaország | Republikánus és Szocialista Baloldal        | PEL (megfigyelő) | 1 / 79           |
| Görögország   | Sziriza                                     | PEL              | 2 / 21           |
| Görögország   | Új Baloldal                                 | Nincs            | 2 / 21           |
| Hollandia     | Párt az Állatokért                          | APEU             | 1 / 29           |
| Írország      | Függetlenek a változásért                   | Nincs            | 2 / 13           |
| Írország      | Sinn Féin                                   | Nincs            | 1 / 13           |
| Írország      | Luke Flanagan                               | Független        | 1 / 13           |
| Németország   | Baloldali Párt                              | PEL              | 5 / 96           |
| Portugália    | Baloldali Blokk                             | PEL              | 2 / 21           |
| Portugália    | Portugál Kommunista Párt                    | Nincs            | 2 / 21           |
| Spanyolország | Podemos                                     | Nincs            | 4 / 59           |
| Spanyolország | Egyesült Baloldal                           | PEL              | 1 / 59           |
| Spanyolország | Antikapitalisták                            | Nincs            | 1 / 59           |
| Svédország    | Baloldali Párt                              | Nincs            | 1 / 21           |
| Európai Unió  | Összesen                                    | Összesen         | 37 / 705         |

### 8. Európai Parlament (2014–2019)
| Ország             | Párt                                        | Párt                                        | Európai Párt     | Képviselők száma |
| ------------------ | ------------------------------------------- | ------------------------------------------- | ---------------- | ---------------- |
| Ciprus             | Progresszív Munkáspárt                      | Progresszív Munkáspárt                      | PEL (megfigyelő) | 2 / 6            |
| Csehország         | Csehország és Morvaország Kommunista Pártja | Csehország és Morvaország Kommunista Pártja | PEL (megfigyelő) | 3 / 21           |
| Dánia              | EU ellenes Népi Mozgalom                    | EU ellenes Népi Mozgalom                    | EUD              | 1 / 13           |
| Egyesült Királyság | Sinn Féin                                   | Sinn Féin                                   | -                | 1 / 73           |
| Finnország         | Finn Baloldali Szövetség                    | Finn Baloldali Szövetség                    | PEL              | 1 / 13           |
| Franciaország      | Baloldali Front                             | Francia Kommunista Párt                     | PEL              | 2 / 74           |
| Franciaország      | Baloldali Front                             | Baloldali Párt                              |                  | 1 / 74           |
| Franciaország      | Baloldali Front                             | Engedetlen Franciaország                    | NTP              | 1 / 74           |
| Franciaország      | Tengerentúli Szövetség                      | Réunion Kommunista Pártja                   |                  | 1 / 74           |
| Görögország        | Sziriza                                     | Sziriza                                     | PEL              | 5 / 21           |
| Hollandia          | Szocialista Párt                            | Szocialista Párt                            |                  | 2 / 26           |
| Hollandia          | Párt az Állatokért                          | Párt az Állatokért                          | Euro Animal 7    | 1 / 26           |
| Írország           | Sinn Féin                                   | Sinn Féin                                   | -                | 3 / 11           |
| Írország           | Luke Flanagan (független)                   | Luke Flanagan (független)                   | -                | 1 / 11           |
| Németország        | Baloldali Párt                              | Baloldali Párt                              | PEL              | 7 / 96           |
| Németország        | Stefan Eck (független)                      | Stefan Eck (független)                      |                  | 1 / 96           |
| Olaszország        | A baloldal                                  | Olasz Baloldal                              | PEL              | 1 / 73           |
| Olaszország        | A baloldal                                  | Kommunista Újraalapítás Pártja              | PEL              | 1 / 73           |
| Olaszország        | Barbara Spinelli (független)                | Barbara Spinelli (független)                |                  | 1 / 73           |
| Portugália         | Baloldali Blokk                             | Baloldali Blokk                             | PEL/NTP          | 1 / 21           |
| Portugália         | Egyesült Demokratikus Koalíció              | Portugál Kommunista Párt                    |                  | 3 / 21           |
| Spanyolország      | Többes bal                                  | Egyesült Baloldal                           | PEL              | 4 / 54           |
| Spanyolország      | Többes bal                                  | Anova - Nacionalista Testvériség            |                  | 1 / 54           |
| Spanyolország      | Podemos                                     | Podemos                                     | NTP              | 5 / 54           |
| Spanyolország      | A Nép Dönt                                  | A Nép Dönt                                  |                  | 1 / 54           |
| Svédország         | Baloldali Párt                              | Baloldali Párt                              | NTP              | 1 / 20           |
| Európai Unió       | Összesen                                    | Összesen                                    | Összesen         | 51 / 751         |

### 7. Európai Parlament (2009–2014)
| Ország             | Párt                                        | Párt                                        | Európai Párt     | Képviselők száma |
| ------------------ | ------------------------------------------- | ------------------------------------------- | ---------------- | ---------------- |
| Ciprus             | Progresszív Munkáspárt                      | Progresszív Munkáspárt                      | PEL (megfigyelő) | 2 / 6            |
| Csehország         | Csehország és Morvaország Kommunista Pártja | Csehország és Morvaország Kommunista Pártja | PEL (megfigyelő) | 4 / 22           |
| Dánia              | EU ellenes Népi Mozgalom                    | EU ellenes Népi Mozgalom                    | EUD              | 1 / 13           |
| Egyesült Királyság | Sinn Féin (Csak Észak-Írország)             | Sinn Féin (Csak Észak-Írország)             | -                | 1 / 3            |
| Franciaország      | Baloldali Front                             | Francia Kommunista Párt                     | PEL              | 2 / 72           |
| Franciaország      | Baloldali Front                             | Baloldali Párt                              | PEL              | 1 / 72           |
| Franciaország      | Baloldali Front                             | Réunion Kommunista Pártja                   |                  | 1 / 72           |
| Franciaország      | Baloldali Front                             | Független                                   |                  | 1 / 72           |
| Görögország        | Görögország Kommunista Pártja               | Görögország Kommunista Pártja               |                  | 2 / 22           |
| Görögország        | Sziriza                                     | Sziriza                                     |                  | 1 / 22           |
| Hollandia          | Szocialista Párt                            | Szocialista Párt                            |                  | 2 / 25           |
| Írország           | Ír Szocialista Párt                         | Ír Szocialista Párt                         | -                | 1 / 12           |
| Németország        | Baloldali Párt                              | Baloldali Párt                              | PEL              | 8 / 99           |
| Portugália         | Baloldali Blokk                             | Baloldali Blokk                             | PEL              | 2 / 22           |
| Portugália         | Egyesült Demokratikus Koalíció              | Portugál Kommunista Párt                    |                  | 3 / 22           |
| Spanyolország      | Egyesült Baloldal                           | Spanyol Kommunista Párt                     | PEL              | 1 / 54           |
| Svédország         | Baloldali Párt                              | Baloldali Párt                              |                  | 1 / 20           |
| Európai Unió       | Összesen                                    | Összesen                                    | Összesen         | 34 / 736         |

### 6. Európai Parlament (2004–2009)
| Ország             | Párt                                        | Európai Párt     | Képviselők száma |
| ------------------ | ------------------------------------------- | ---------------- | ---------------- |
| Ciprus             | Progresszív Munkáspárt                      | PEL (megfigyelő) | 2 / 6            |
| Csehország         | Csehország és Morvaország Kommunista Pártja | PEL (megfigyelő) | 6 / 22           |
| Dánia              | EU ellenes Népi Mozgalom                    | EUD              | 1 / 14           |
| Egyesült Királyság | Sinn Féin (Csak Észak-Írország)             | -                | 1 / 3            |
| Finnország         | Baloldali Szövetség                         | -                | 1 / 13           |
| Franciaország      | Francia Kommunista Párt                     | PEL              | 3 / 74           |
| Görögország        | Görögország Kommunista Pártja               |                  | 3 / 21           |
| Görögország        | Szünaszpiszmósz                             | PEL              | 1 / 21           |
| Hollandia          | Szocialista Párt                            |                  | 2 / 26           |
| Írország           | Sinn Féin                                   | -                | 1 / 13           |
| Németország        | Baloldali Párt                              | PEL              | 6 / 99           |
| Olaszország        | Kommunista Újraalapítás Pártja              | PEL              | 5 / 73           |
| Olaszország        | Olasz Kommunisták Pártja                    | PEL (megfigyelő) | 2 / 73           |
| Portugália         | Portugál Kommunista Párt                    |                  | 2 / 22           |
| Portugália         | Baloldali Blokk                             |                  | 1 / 21           |
| Spanyolország      | Egyesült Baloldal                           | PEL              | 1 / 54           |
| Svédország         | Baloldali Párt                              |                  | 2 / 20           |
| Európai Unió       | Összesen                                    | Összesen         | 40 / 732         |

### 5. Európai Parlament (1999–2004)
| Ország        | Párt                                      | Európai Párt     | Képviselők száma |
| ------------- | ----------------------------------------- | ---------------- | ---------------- |
| Dánia         | EU ellenes Népi Mozgalom                  |                  | 1 / 16           |
| Finnország    | Baloldali Szövetség                       | NGLA             | 1 / 15           |
| Franciaország | Francia Kommunista Párt                   | PEL              | 6 / 87           |
| Franciaország | Lutte Ouvrière-Forradalmi Kommunista Liga |                  | 5 / 87           |
| Görögország   | Görögország Kommunista Pártja             |                  | 3 / 25           |
| Görögország   | Szünaszpiszmósz                           | PEL              | 2 / 25           |
| Görögország   | Demokratikus Szocialista Mozgalom         |                  | 2 / 25           |
| Hollandia     | Szocialista Párt                          |                  | 2 / 31           |
| Németország   | Demokratikus Szocializmus Pártja          | PEL              | 6 / 99           |
| Olaszország   | Kommunista Újraalapítás Pártja            | PEL              | 4 / 87           |
| Olaszország   | Olasz Kommunisták Pártja                  | PEL (megfigyelő) | 2 / 87           |
| Portugália    | Egyesült Demokratikus Koalíció            |                  | 2 / 25           |
| Spanyolország | Egyesült Baloldal                         | PEL              | 4 / 63           |
| Svédország    | Baloldali Párt                            | NGLA             | 3 / 22           |
| Európai Unió  | Összesen                                  | Összesen         | 43 / 626         |

### 4. Európai Parlament (1994–1999)
| Ország        | Párt                           | Európai Párt | Képviselők száma |
| ------------- | ------------------------------ | ------------ | ---------------- |
| Franciaország | Francia Kommunista Párt        |              | 7 / 87           |
| Görögország   | Görögország Kommunista Pártja  |              | 2 / 25           |
| Görögország   | Szünaszpiszmósz                |              | 2 / 25           |
| Olaszország   | Kommunista Újraalapítás Pártja |              | 5 / 87           |
| Portugália    | Egyesült Demokratikus Koalíció |              | 3 / 25           |
| Spanyolország | Egyesült Baloldal              |              | 9 / 64           |
|               | Összesen                       |              |                  |
| Európai Unió  | Összesen                       | Összesen     | 28 / 567         |